# Abuso de poder
Abuso de poder ou abuso de autoridade é conceituado como o ato humano de se prevalecer de cargos para fazer valer vontades particulares. No caso do agente público, ele atua contrariamente ao interesse público, desviando-se da finalidade pública. A democracia direta é um sistema que se opõe a este tipo de atitude. O abuso de poder pode se dar em diversos níveis de poder.
O abuso de poder se manifesta de duas formas distintas: o excesso de poder e o desvio de finalidade. Ocorre "excesso de poder quando o agente público atua fora de sua competência". Já o desvio de finalidade ocorre "quando o agente, embora competente, pratica o ato visando interesses mesquinhos, pessoais, e não o bem comum".
Alguns exemplos podem ser o funcionário público que acha que é dono do espaço público só porque tem autoridade para cuidar do local e é protegido pela lei. Ou quando uma pessoa detentora de autoridade usa critérios baseados em abuso de autoridade e preconceitos. Ou o político que acha que pode tomar decisões de autoridade sem consultar democraticamente o povo que o elegeu.

## Abuso de autoridade
Constitui-se "abuso de autoridade" quando uma autoridade, no uso de suas funções, pratica qualquer atentado contra a liberdade de locomoção, a inviolabilidade do domicílio, o sigilo da correspondência, a liberdade de consciência e de crença, o livre exercício do culto religioso, a liberdade de associação, os direitos e garantias legais assegurados ao exercício do voto, o direito de reunião, a incolumidade física do indivíduo e, aos direitos e garantias legais assegurados ao exercício profissional (incluído pela Lei nº 6.657, de 5 de junho de 1979). O abuso de autoridade levará seu autor à sanção administrativa civil e penal, com base na lei. A sanção pode variar desde advertência até à exoneração das funções, conforme a gravidade do ato praticado.

## Abuso de poder econômico
Constitui abuso do poder econômico a toda forma de atividade de eliminação da concorrência e domínio dos mercados.
A Constituição Brasileira de 1988, ao tratar dos princípios gerais da atividade econômica, em seu parágrafo 4.º do artigo 173, assevera que "a lei reprimirá o abuso do poder econômico que vise à dominação do mercado, à eliminação da concorrência e ao aumento arbitrário dos lucros".

## Assédio moral no trabalho
O assédio moral no ambiente de trabalho é a exposição dos trabalhadores e trabalhadoras a situações humilhantes e constrangedoras, repetitivas e prolongadas durante a jornada de trabalho e no exercício de suas funções.
Este tipo de assédio é mais comum em relações hierárquicas autoritárias e desiguais, em que predominam condutas negativas, relações desumanas e antiéticas de longa duração, de um ou mais chefes dirigidas a um ou mais subordinados, desestabilizando a vítima em relação ao ambiente de trabalho e à organização. Quando ocorre de chefe para subordinado, é o assédio vertical. Quando entre empregados de mesmo nível hierárquico, é o assédio horizontal.

## Coerção
A coerção é o ato de induzir, pressionar ou compelir alguém a fazer algo pela força, intimidação ou ameaça. Uma forma comumente usada para motivação de pessoas ou equipes é a coerção, já que evitar a dor ou outras consequências negativas tem um efeito imediato sobre suas vítimas.
Quando tal coerção é permanente, é considerada escravidão. Embora a coerção seja considerada moralmente repreensível em muitas filosofias, ela é largamente praticada em prisioneiros ou na forma de convocação militar. Críticos do capitalismo moderno acusam que, sem redes de proteção social, a escravidão salarial é inevitável. Coerções de sucesso são prioritárias sobre outros tipos de motivação.

## Assédio sexual

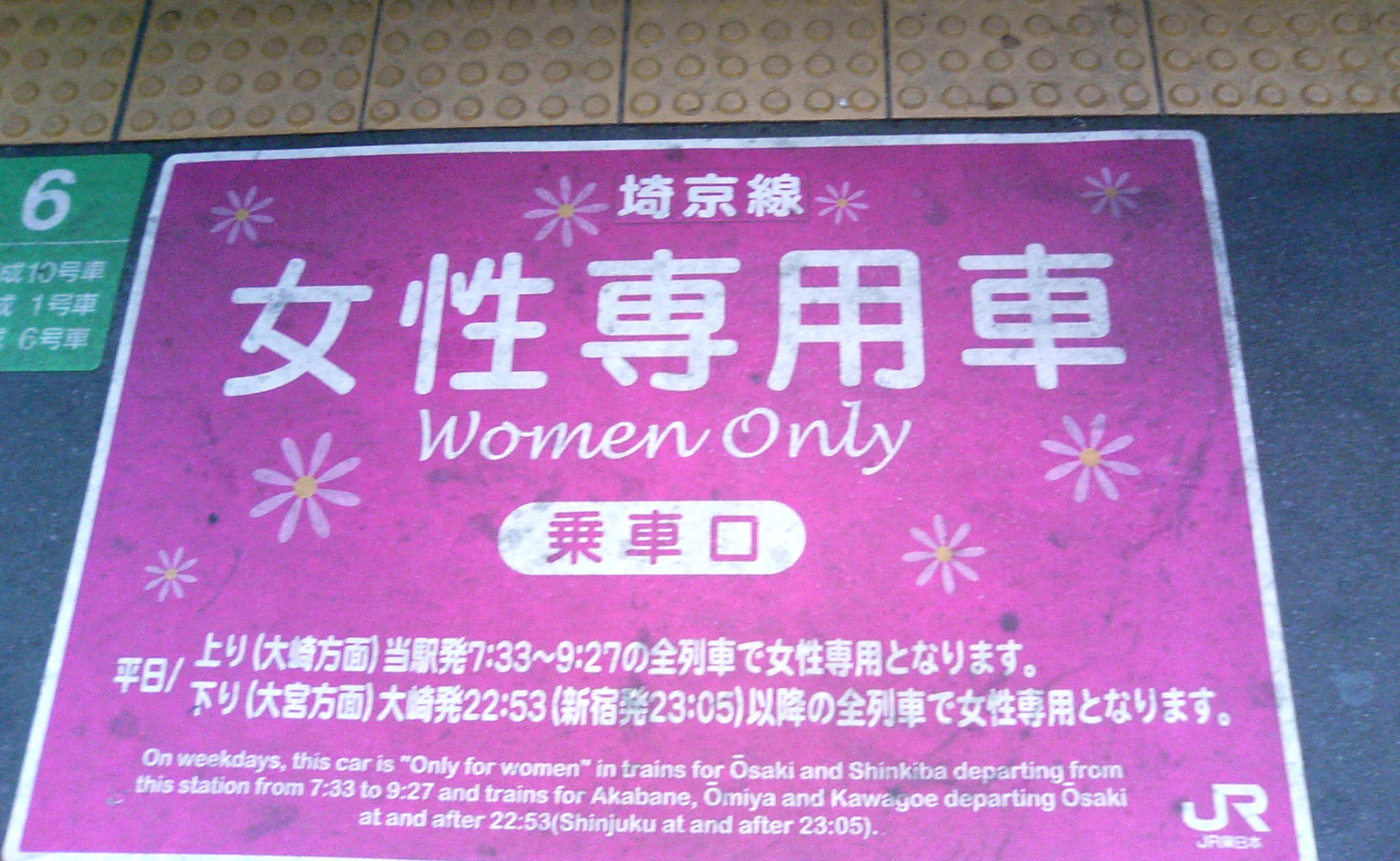
Placa numa plataforma em Tóquio, permitindo apenas mulheres, para evitar assédio sexual no trem.

O assédio sexual é um tipo de coerção de caráter sexual praticada por uma pessoa em posição hierárquica superior em relação a um subordinado, normalmente em local de trabalho ou ambiente acadêmico. O assédio sexual caracteriza-se por alguma ameaça, insinuação de ameaça ou hostilidade contra o subordinado, às vezes com fundamento em sexismo.
Exemplos clássicos são as condições impostas para uma promoção que envolvam favores sexuais, ou a ameaça de demissão caso o empregado recuse o flerte do superior.
O assédio sexual também pode ocorrer fora do ambiente de trabalho, em situações em que a vítima pode ser constrangida publicamente com gestos ou palavras, ou ainda impedida de reagir por se encontrar impossibilitada de deixar o local, como no caso dos transportes coletivos lotados. Outra forma de assédio sexual é o ato de seduzir ou induzir a vítima a práticas sexuais não consensuais quando esta encontra-se sob efeito de alguma substância que altere seu autocontrole, como o álcool por exemplo. Quando o assédio chega às vias de fato, caracteriza-se o abuso sexual ou a violação.

## Favoritismo
O favoritismo é um sinal de abuso de poder que carrega sérias implicações para a dinâmica de equipe e o desempenho geral.  Quando um líder demonstra preferência por determinados membros da organização, ignorando habilidades e méritos dos demais, isso não apenas cria um ambiente desigual, mas também gera sentimentos de incapacidade e ressentimento entre os funcionários excluídos.
O favoritismo nas empresas, não é apenas uma questão de preferência pessoal, mas representa um risco substancial para o bem-estar da equipe e a eficácia organizacional. A situação se agrava quando essas preferências começam a influenciar nas decisões do líder. Seja em promoções, distribuição de tarefas interessantes ou mesmo no reconhecimento pelo trabalho, tudo passa a ser distorcido. Isso não só é injusto, mas também prejudica a eficiência do trabalho, podendo haver divisões dentro da equipe, minar a confiança dos colaboradores na liderança e na equidade dentro da organização. Aqueles que percebem que suas contribuições não são reconhecidas de maneira justa podem se sentir desmotivados e desvalorizados, impactando negativamente o emocional dos colaboradores, união da equipe e a produtividade.
A integração da vida pessoal e profissional tambémpode ocorrer quando líderes e subordinados desenvolvem amizades. Apesar da possibilidade dessa relação amigável, é crucial estabelecer limites claros nas instalações da empresa e durante o expediente. Portanto, durante o horário de trabalho, o líder deve evitar demonstrar preferência ou envolvimento pessoal excessivo com esse colaborador, mantendo a objetividade e a imparcialidade necessárias no ambiente profissional.

## Consequências  para as empresas
- Clima organizacional tóxico - O abuso de poder pode criar um ambiente de trabalho tóxico, onde os funcionários se sentem inseguros, ansiosos e desmotivados. Isso contribui para um clima organizacional negativo, prejudicando a moral e a produtividade.
- Redução da Eficiência e Produtividade - O ambiente de trabalho tende a ser menos eficiente e produtivo. A falta de cooperação e motivação pode resultar em uma queda no desempenho geral da empresa.
- Perda de talentos e criatividade - Um ambiente de trabalho onde o abuso de poder é tolerado pode levar a altas taxas de rotatividade de funcionários. Os colaboradores podem optar por deixar a empresa, indo em busca de um ambiente mais justo e respeitoso, em alguns casos podem os perder para  a concorrência.
- Impacto na reputação da empresa - A percepção externa de uma empresa pode ser afetada negativamente. Isso pode prejudicar a reputação da empresa junto a clientes, investidores e parceiros de negócios.
- Riscos legais - Isso inclui processos judiciais por discriminação e assédio.